# Un altre cop 17
Un altre cop 17 (títol original en anglès, 17 Again) és una comèdia estatunidenca dirigida per Burr Steers estrenada el 2009.Ha estat doblada al català.

## Argument
Als disset anys, Mike O'Donnell ho tenia tot. Era un jugador de bàsquet que hauria pogut tenir una borsa d'estudi, però ho abandona tot per anar a casar-se i instal·lar-se amb Scarlett, la seva promesa. Ara, Mike té 37 anys. S'ha fet un miserable i desgraciat home de negocis que s'adona que ha comès errors en la seva vida, sobretot aquella d'abandonar la seva carrera prometedora per a Scarlett, de qui s'ha de divorciar.
Convençut que si es presentés l'ocasió de tornar vint anys darrere, construiria una vida ben diferent.

## Repartiment
- Zac Efron: Mike O' Donnell (als 17 anys)
- Matthew Perry: Mike O' Donnell (als 37 anys)
- Michelle Trachtenberg: Maggie O' Donnell
- Allison Miller: Scarlet O' Donnell (als 17 anys)
- Thomas Lennon: Ned Freedman (adult)
- Tyler Steelman: Ned Freedman (de jove)
- Sterling Knight: Alex O' Donnell (fill)
- Melora Hardin: Principal Jane Masterson
- Nicole Sullivan: Naomie
- Jim Gaffigan: Entrenador Murphy
- Melissa Ordway: Lauren

## Banda original de la pel·lícula
1. « On My Own » - Vincent Vincent and The Villains
2. « Can't Say No » - The Helio Sequence
3. « L.E.S. Artistes » - Santigold
4. « Naive » - The Kooks
5. « This is Love » - Toby Lightman
6. « You Really Wake Up the Love in Me » - The Duke Spirit
7. « The Greatest » - Cat Power
8. « Rich Girls » - The Virgins
9. « This is for Real » - Motion City Soundtrack
10. « Drop » - Ying Yang Twins
11. « Cherish » - Kool & The Gang
12. « Bust a Move » - Young MC
13. « Danger Zone » - Kenny Loggins
14. « Fergalicious » - Fergie
15. « Underdog » - Spoon

## Rebuda
La pel·lícula va rebre diversos tipus de crítiques, amb un índex d'un 55% al lloc Rotten Tomatoes basat en 141 ressenyes de crítics. "Encara que utilitza una fórmula ben portada, Un altre cop 17 té prou encant per bastir una comèdia d'adolescents inofensiva, amable.
A Metacritic té un resultat de 48 sobre 100 basat en 27 crítiques.